# Fluss-Greiskraut
Das Fluss-Greiskraut (Senecio sarracenicus), auch Fluss-Kreuzkraut genannt, ist eine Pflanzenart innerhalb der Familie der Korbblütler (Asteraceae).

## Beschreibung

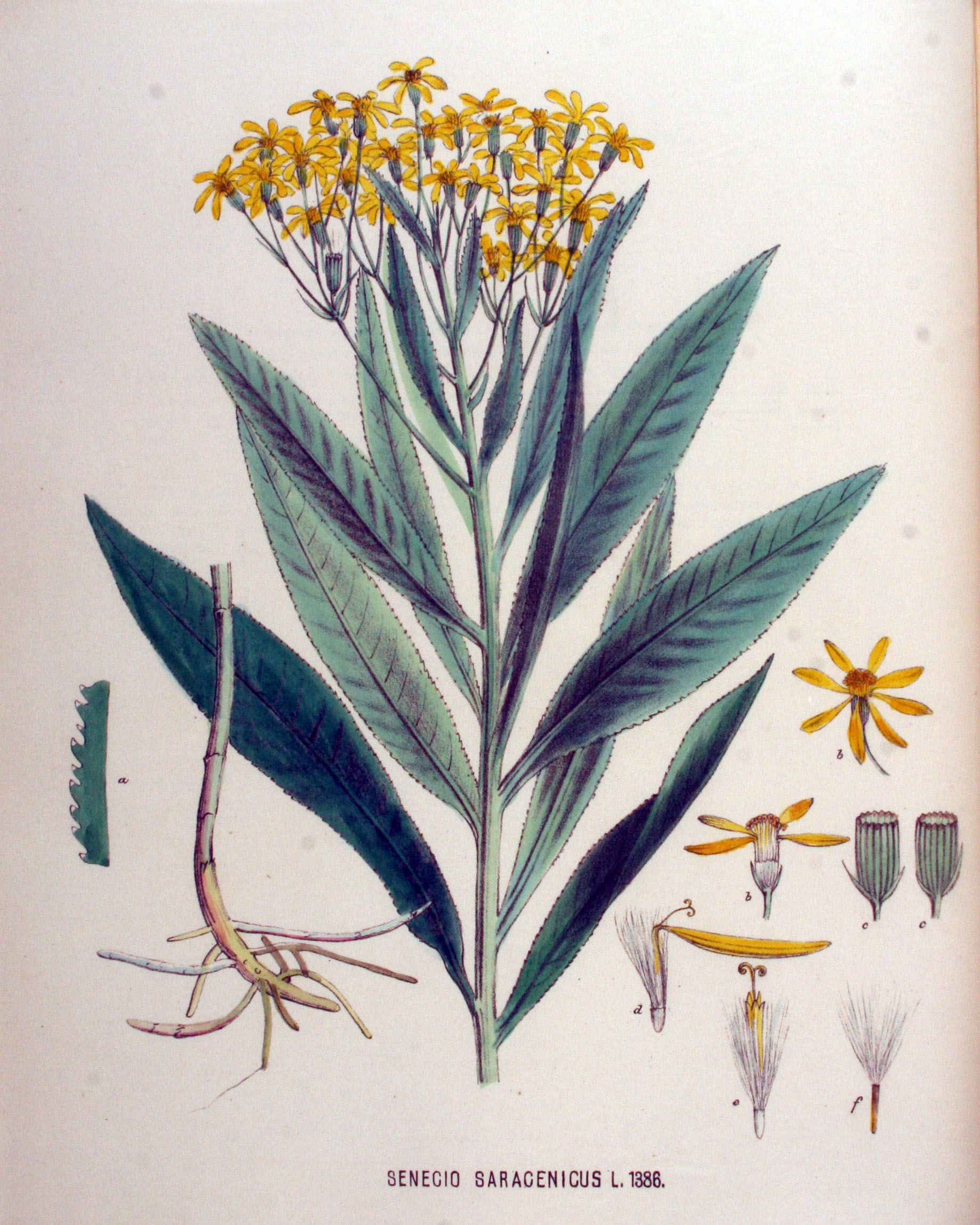
Illustration

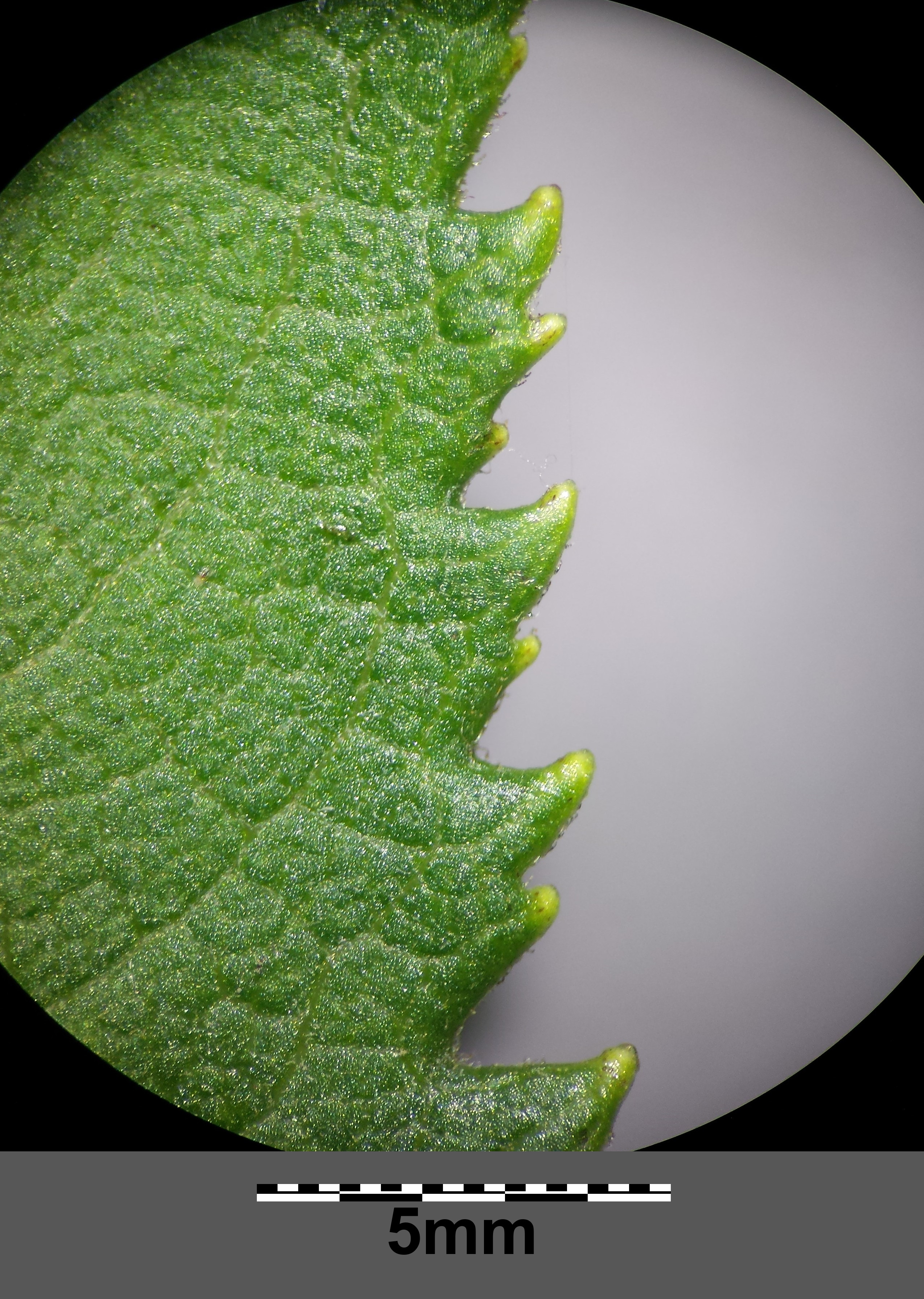
Laubblattrand mit nach vorne gebogenen Zähnen.

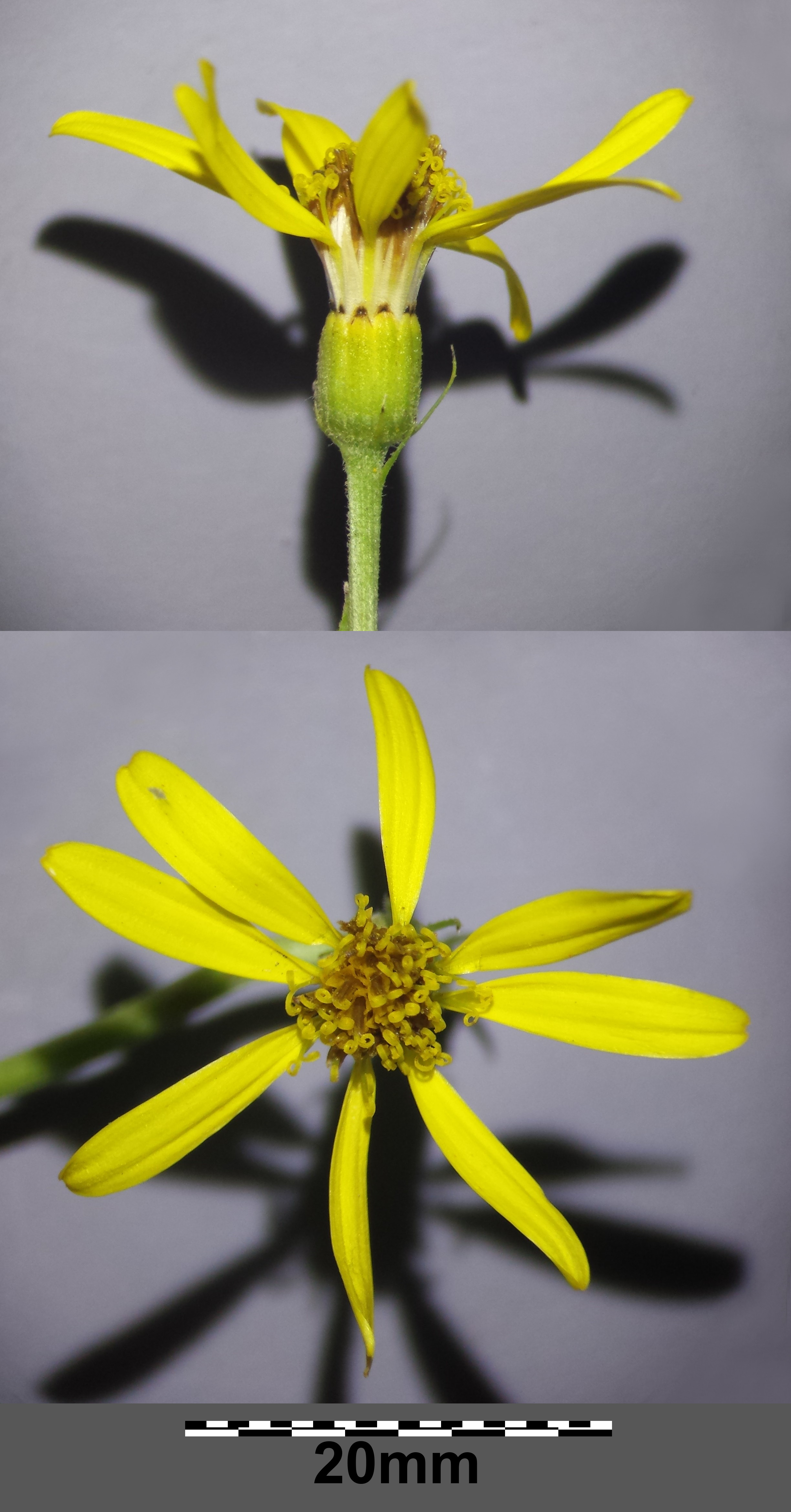
Korb mit acht Zungenblüten.

### Vegetative Merkmale
Beim Fluss-Greiskraut handelt sich um eine ausdauernde krautige Pflanze, die Wuchshöhen von 60 bis 150, ausnahmsweise bis 200 Zentimetern erreicht. Die Pflanze verfügt über ein fleischiges Rhizom; zudem bildet sie weit reichende Wurzelausläufer. Der Stängel ist markig ausgefüllt, im oberen Abschnitt flaumig oder drüsenhaarig und dicht beblättert.
Die Laubblätter sind ungeteilt und kahl; sie haben eine lanzettliche Form, wobei sie etwa fünf- bis sechsmal so lang wie breit sind. Dies ist ein Unterscheidungsmerkmal zum Sumpf-Greiskraut (Senecio paludosus), dessen Laubblätter schmaler gebaut sind, nämlich sieben- bis fünfzehnmal so lang wie breit. Die an ihrer Basis halb stängelumfassenden Laubblätter des Fluss-Greiskrautes sind scharf gesägt; die Zähne sind zur Blattspitze hin ausgerichtet.

### Generative Merkmale
Die Blütezeit liegt im Spätsommer (August bis Oktober). Der Gesamtblütenstand enthält viele körbchenförmige Teilblütenstände, die zusammen eine Scheindolde bilden. Die Blütenkörbchen weisen eine glockige Hülle auf, die etwa 5 Außenhüllblätter besitzt. Die Blütenkörbchen enthalten Röhren- und Zungenblüten. Jedes Blütenkörbchen hat 7 bis 8 Zungenblüten. Die Achänen sind 3 bis 4 Millimeter lang. Ihr Pappus ist zur Blütezeit so lang wie die Scheibenblüten und zur Fruchtzeit dreimal so lang wie die Frucht.
Die Chromosomenzahl beträgt 2n = 40.

## Ökologie
Beim Fluss-Greiskraut handelt sich um einen Hemikryptophyten. Als Anpassung an die sauerstoffarmen Sumpfstandorte weist die Wurzelrinde lufterfüllte Räume, es handelt sich also um eine helomorphe Art.
Die Bestäubung findet durch Insekten oder mittels Selbstbestäubung statt. Die Ausbreitung der Samen erfolgt über Windverbreitung, über Anhaftung (Klettverbreitung) und durch Ameisen.

## Vorkommen und Gefährdung
Das Fluss-Greiskraut ist subatlantisch bis subkontinental in Teilen Europas und Westasiens verbreitet. Es werden fast ausschließlich Flusstäler besiedelt; in Deutschland vor allem diejenigen von Weser, Leine, Elbe, Oder, Nieder- und Mittelrhein, Main und Donau. Im Bergland und etwa im Südwesten Deutschlands fehlt das Fluss-Greiskraut. Diese recht seltene europäische Stromtalpflanze kommt fast ausschließlich innerhalb naturnaher Abschnitte größerer Flussauen vor. Aufgrund ihrer langen Wurzelausläufer wirkt sie als Pionierpflanze und Schwemmland-Befestiger.
Das Fluss-Greiskraut ist eine wärmeliebende Stromtalpflanze, die auf nassen, zeitweise überfluteten, nährstoff- und basenreichen, humosen, sandig-kiesigen oder rein tonigen Böden gedeiht. Sie kommt bevorzugt in staudenreichen Saumgesellschaften an Ufern von Flüssen und Altwassern vor. Es ist die Kennart der in Deutschland gefährdeten Flussgreiskraut-Gesellschaft (Senecionetum fluviatilis Th. Müller ex Straka in Mucina 1993) aus dem Verband Senecion fluviatilis. Das Fluss-Greiskraut ist ein Wurzelkriech-Pionier, ein Schwemmland-Festiger und eine Lichtpflanze.
In Deutschland gilt es bundesweit als „gefährdet“ und in einzelnen Bundesländern ist die Rote-Liste-Einstufung oft noch höher („stark gefährdet“ oder „vom Aussterben bedroht“). Als wesentliche Ursachen für Bestandsrückgänge gelten Regulierungsmaßnahmen in den Lebensräumen wie Begradigung, Deichbau, Uferbefestigung und Entwässerung.

## Taxonomie
Die Erstveröffentlichung erfolgte unter dem Namen (Basionym) Senecio sarracenicus durch Carl von Linné. Ein Synonym für Senecio sarracenicus L. ist Senecio fluviatilis Wallr. Das Artepitheton sarracenicus weist auf Herkunft der herba sarracenica (in Lehnübersetzung „heidnisches Wundkraut“, lateinisch consolida sar[r]acenica) hin.